# دوف عطية

دوف عطية (ولد جيل دوف عطية) (8 يونيو 1957 في الجمهورية التونسية) كان على التوالي مدرسا ومديرا عاما ورائد أعمال ومنتج كوميديات موسيقية.
ظهر في التلفزيون في 2003 عضوا في لجنة تحكيم برنامج ألا ريشيرش دو لا نوفال ستار (À la Recherche de la Nouvelle Star) وهو برنامج اكتشاف مواهب في إم 6 إلى جانب فاردا كاكون وليونيل فلورانس وأندري مانوكيان. رجع في الموسمين المقبلين مع عضوان جديدان ماريان جيمس الذي عوّض فاردا كاكون ومانو كاتشي الذي عوّض ليونيل فلورانس. غادر البرنامج في 2007.

## روابط خارجية
- دوف عطية على موقع IMDb (الإنجليزية)
- دوف عطية على موقع ألو سيني (الفرنسية)
- دوف عطية على موقع ميوزك برينز (الإنجليزية)
- دوف عطية على موقع قاعدة بيانات الفيلم (الإنجليزية)
- دوف عطية على موقع كينوبويسك (الروسية)